# Dryosaurus
Genre
Genre
Dryosaurus (dryosaure en français) est un genre éteint de dinosaures de l'infra-ordre des Iguanodontia de la famille des Dryosauridae ayant vécu au Jurassique supérieur (étages Kimméridgien et Tithonien), il y a environ entre −157 et −145 Ma (millions d'années).

## Caractéristiques

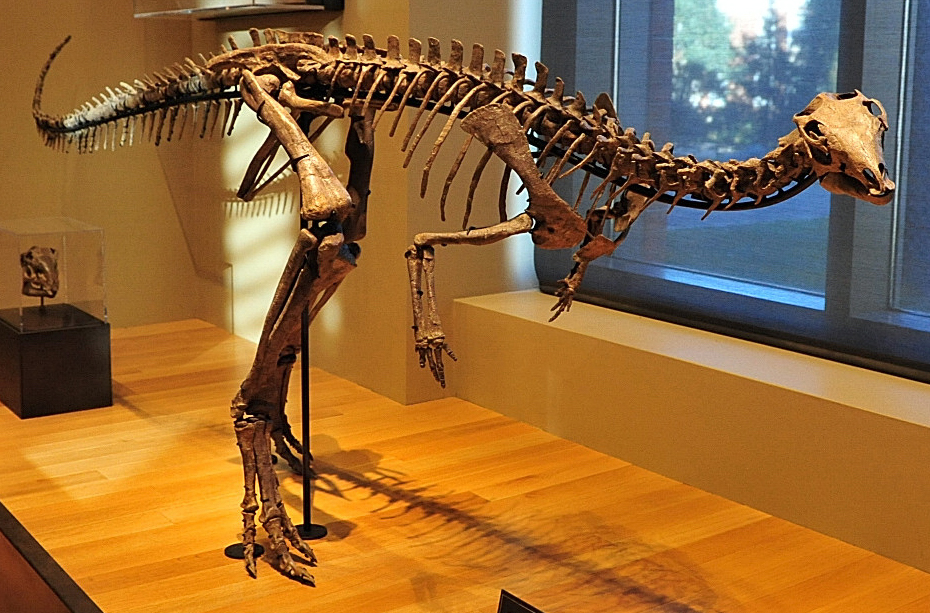
Squelette reconstitué de Dryosaurus altus au Beneski Museum of Natural History (Massachusetts).

Taille comparée du Dryosaurus.

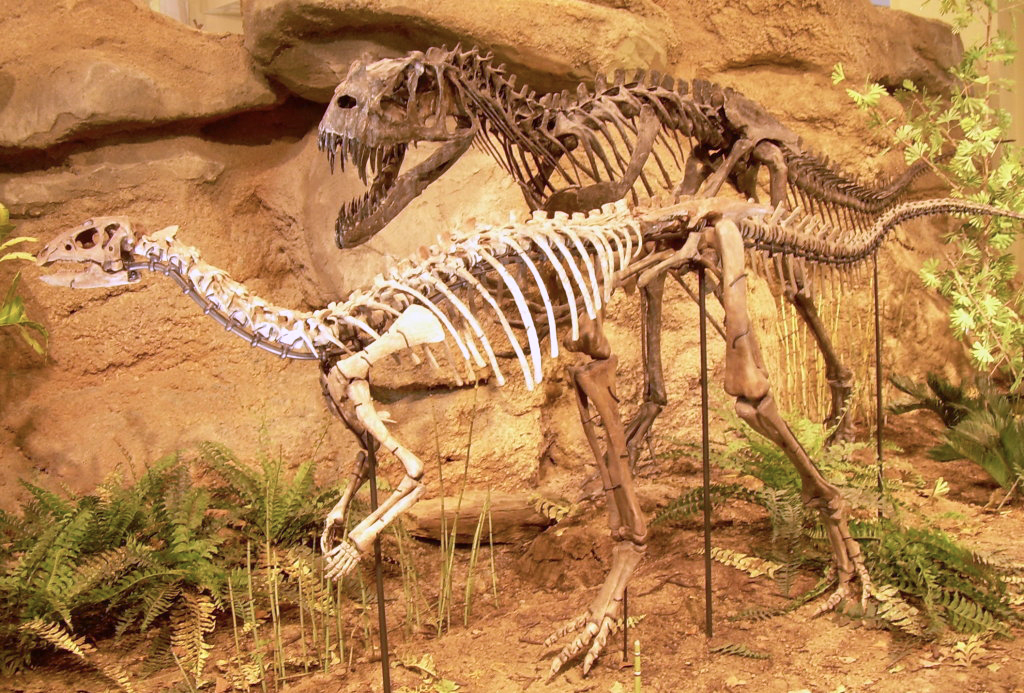
Reconstitution de l'attaque d'un Dryosaurus elderae (devant) par un Ceratosaurus au Carnegie Museum de Pittsburgh.

- Hauteur : 1 mètre
- Longueur: 3-4 mètres
- Poids: 90 kilos
- Habitat : États-Unis
- Régime alimentaire : herbivore

## Défense contre les prédateurs
Assez petit, sans carapace ni cornes, Dryosaurus avait un seul moyen pour survivre à l'attaque d'un prédateur : la fuite[réf. nécessaire].

## Liste des espèces
- Dryosaurus altus[2] : Amérique du Nord ;
- Dryosaurus elderae[3] (K. Carpenter and P.M. Galton. 2018)[4] (M.C. Herne, J.P. Nair, A.R. Evans and A.M. Tait. 2019)[5] ;
- Dryosaurus sp. (non nommé) : France, Cap de la Hève (dans le département de la Seine-Maritime)[6].